# Cantón de Lapleau
El cantón de Lapleau era una división administrativa francesa, que estaba situada en el departamento de Corrèze y la región de Limusín.

## Composición
El cantón estaba formado por ocho comunas:
- Lafage-sur-Sombre
- Lapleau
- Latronche
- Laval-sur-Luzège
- Saint-Hilaire-Foissac
- Saint-Merd-de-Lapleau
- Saint-Pantaléon-de-Lapleau
- Soursac

## Supresión del cantón de Lapleau
En aplicación del Decreto n.º 2014-228 de 24 de febrero de 2014, el cantón de Lapleau fue suprimido el 22 de marzo de 2015 y sus 8 comunas pasaron a formar parte; seis del nuevo cantón de Égletons y dos del nuevo cantón de Alta Dordoña.